# Palmarès et distinctions de l'AC Milan
Cet article détaille le palmarès et les distinctions de l'AC Milan.

## Palmarès
Le Milan AC est le club possédant le plus grand nombre de titres internationaux (18)  : 7 Ligues des Champions, 2 Coupes des coupes, 5 Supercoupe de l'UEFA, 3 Coupe intercontinentale et 1 Coupe du monde des clubs. Le club a disputé 29 finales de compétitions majeures (11 en Ligues des Champions, 3 en Coupes des coupes, 7 en Supercoupe de l'UEFA, 7 en Coupe intercontinentale et 1 en Coupe du monde des clubs).
En Italie, le Milan est le troisième club le plus titré en Série A avec 19 titres.

### National
- Championnat d'Italie  : 19

Champion : 1901, 1906, 1907, 1951, 1955, 1957, 1959, 1962, 1968, 1979, 1988, 1992, 1993, 1994, 1996, 1999, 2004, 2011,2022

Deuxième : 1902, 1911, 1912, 1948, 1950, 1952, 1956, 1957, 1965, 1969, 1971, 1972, 1973, 1990, 1991, 2005
- Coupe d'Italie  :  5

Victoire : 1967, 1972, 1973, 1977 et 2003

Finaliste : 1942, 1968, 1971, 1975, 1985, 1990, 1998, 2016 et 2018
- Supercoupe d'Italie : 8

Victoire : 1988, 1992, 1993, 1994, 2004,  2011, 2016 et 2024

Finaliste : 1996, 1999, 2003, 2023
- Série B :  2

Victoire : 1981 et 1983
- Medaglia di Re : 3

Victoire : 1900, 1901 et 1902
- Coupe Fédérale : 1

Victoire : 1916
- Championnat 2nd Catégorie : 1

Victoire : 1906
- Coupe Mauro : 1

Victoire : 1918

### Europe
- Ligue des champions : 7

Victoire : 1963, 1969, 1989, 1990, 1994, 2003 et 2007

Finaliste :  1958, 1993, 1995 , 2005
- Coupes des Vainqueurs de Coupe : 2

Victoire : 1968 et 1973

Finaliste : 1974
- Supercoupe d'Europe : 5

Victoire : 1989, 1990, 1994, 2003 et 2007

Finaliste : 1973 et 1993
- Coupe Latine de football : 2

Victoire : 1951 et 1956

Finaliste : 1953
- Coupe Mitropa : 1

Victoire : 1982

### Mondial
- Coupe intercontinentale : 3

Victoire : 1969, 1989 et 1990

Finaliste : 1963, 1993, 1994 et 2003
- Coupe du monde des clubs : 1

Victoire : 2007
- Mundialito des clubs : 1

Victoire : 1987

### Autres trophées et compétitions amicales
- Boule d'argent Henri Dapples : 22 (de 1905 à 1908)
- Trophée Luigi Berlusconi : 12 (1992, 1993, 1994, 1996, 1997, 2002, 2005, 2006, 2007, 2008, 2009, 2011 et 2014)
- Tournoi FGNI : 5 (1902, 1904, 1905, 1906 et 1907)
- Coupe de Lombardie : 4 (1905, 1906, 1907 et 1908)
- Coupe du Maire : 4 (1935, 1936, 1940 et 1943)
- Médaille d'Or Umberto Ier : 3 (1900, 1901 et 1902)
- Coupe San Marco de Venise : 3 (1903, 1905 et 1908)
- Coupe Spensley : 3 (1906, 1907 et 1908)
- Coupe Chiasso : 3 (1907, 1908 et 1909)
- Challenge Pro Verona : 3 (1909, 1910 et 1911)
- Coupe Solcio : 3 (1910, 1911 et 1912)
- Soulier d'Argent Gerolamo Radice : 3 (1912, 1915 et 1922)
- Coupe de la Discipline : 3 (1951, 1955 et 1957)
- Coupe de l'Amitié franco-italienne : 3 (1959, 1960 et 1961)
- Coupe de Trabia : 3 (1963, 1964 et 1965)
- Coupe Opel Master : 3 (1997, 1998 et 1999)
- Trofeo Tim : 5 (2001, 2006, 2008, 2014 et 2015)
- Trophée Ville de Madrid : 3 (1973, 1977 et 1991)
- Médaille d'Or de la Commune de Milan : 2 (1908 et 1909)
- Coupe Lugano : 2 (1908 et 1909)
- Coupe Lario : 2 (1913 et 1914)
- Coupe Ville de Nice : 2 (1933 et 1934)
- Tournoi de la Ville de Milan : 2 (1963 et 1978)
- Championnat De Martino : 2 (1967 et 1969)
- Trophée Santiago Bernabeu : 2 (1988 et 1990)
- Coupe de la Méditerranée : 2 (1992 et  1994)
- Coupe de la Bonté : 2 (1993 et 1994)
- Mémorial Giorgio Ghezzi : 2 (1993 et 1994)
- Coupe Fawcus : 1 (1901)
- Trophée Albero de Natale : 1 (1901)
- Coupe Convegno de Novara : 1 (1903)
- Médaille Ausonia : 1 (1907)
- Coupe Bonomi : 1 (1909)
- Coupe Firpi : 1 (1910)
- Tournoi de Brescia : 1 (1910)
- Coupe de l'Exposition de Padoue : 1 (1910)
- Coupe de Mantoue : 1 (1910)
- Coupe de Cosenzia : 1 (1910)
- Challenge Pro Vicenza : 1 (1911)
- Coupe Omarini : 1 (1911)
- Coupe Lodi : 1 (1911)
- Coupe Gorla : 1 (1911)
- Coupe Marx : 1 (1915)
- Tournoi de Milan : 1 (1915)
- Coupe Natale : 1 (1915)
- Coupe Gazzetta dello Sport : 1 (1916)
- Coupe Fédérale : 1 (1916)
- Coupe Val d'Olona : 1 (1917)
- Coupe Boneschi : 1 (1917)
- Coupe Monza : 1 (1917)
- Coupe Régionale Lombarde : 1 (1917)
- Coupe Mauro : 1 (1918)
- Coupe Giuriati : 1 (1919)
- Trophée Lombardie et Macchi : 1 (1925)
- Tournoi du Fascisme : 1 (1927)
- Coupe de la Vie : 1 (1932)
- Coupe Casino de San Remo : 1 (1935)
- Coupe Angelo Monti : 1 (1945)
- Coupe Bolloli : 1 (1963)
- Tournoi International de San Remo : 1 (1963)
- Tournoi de Caracas : 1 (1965)
- Coupe Luigi Carraro : 1 (1968)
- Tournoi de New-York : 1 (1969)
- Coupe dell'Ara : 1 (1977)
- Coupe Giuseppe Meazza : 1 (1988)
- Mémorial Armando Picchi : 1 (1989)
- Tournoi de la Ville de Zurich : 1 (1991)
- Tournoi Amaro Lucano : 1 (1991)
- CISL Coupe des Champions : 1 (1991)
- Tournoi Columbus : 1 (1991)
- Tournoi d'Été de Padoue : 1 (1992)
- Coupe du Challenge Nashua : 1 (1992)
- Tournoi Nereo Rocco : 1 (1992)
- Tournoi de la Ville de La Corogne : 1 (1992)
- Tournoi de l'Ile : 1 (1992)
- Trophée d'Oviedo : 1 (1993)
- Coupe CBC : 1 (1993)
- Coupe Shenyang : 1 (1993)
- Coupe de Tokyo : 1 (1993)
- Trophée de la Ville de Barcelone : 1 (1994)
- Coupe Opel : 1 (1994)
- Coupe de la Place de Pékin : 1 (1994)
- Coupe des Superchampions BB Telecom : 1 (1994)
- Coupe de Pengyei : 1 (1994)
- Coupe du Dragon : 1 (1994)
- Super Challenge Lotto : 1 (1995)
- Trophée de Navarre : 1 (1996)
- Tournoi Euro Super Club Six's : 1 (1996)
- Trophée Juan Acuna : 1 (1998)
- Trophée San Benedetto del Tronto : 1 (1998)
- Masters PSG : 1 (1999)
- Trophée Trabattoni : 1 (2000)
- Trophée Qatar Airway : 1 (2002)
- World Series of Football : 1 (2004)
- Trophée Seat Pagine Gialle : 1 (2005)
- Trophée Casino de Lugano : 1 (2005)
- Dubaï Football Challenge : 1 (2008)
- Trophée Taci Oil Albania Reads : 1 (2008)
- Emirates Challenge Cup : 1 (2011)
- The champions game : 1 (2011)
- Trofeo Chiasso : 1 (2013)

### Trophées de l'équipe réserve
- Championnat de la Réserve : 4 (1906, 1940, 1955 et 1957)
- Championnat De Martino : 2 (1967 et 1969)
- Coupe International : 1 (1916)
- Championnat de Première Division : 1 (1933)
- Coupe d'Or de la Commune d'Arcore : 1 (1971)

### Palmarès des équipes de jeunes

#### Compétitions majeures
- Championnat d'Italie Primavera : 1

Champion : 1965

Deuxième : 2000
- Coupe d'Italie Primavera : 2

Victoire : 1985 et 2010 

Finaliste : 2005
- Championnat Ragazzi (-17ans puis -18ans) : 5

Champion : 1949, 1955, 1956, 1957 et 1958
- Championnat Dante Berretti (-19ans) : 7

Champion : 1972, 1982, 1983, 1985, 1990, 1994 et  2009
- Championnat Allievi Nazionali (-16ans) : 3

Champion : 1996, 2003 et  2007
- Championnat Giovanissimi Nazionali (-15ans) : 2

Champion : 1992 et 2010
- Tournoi de Viareggio :  9

Victoire : 1949, 1952, 1953, 1957, 1959, 1960, 1999, 2001 et 2014

Finaliste : 1956, 1970, 1971, 1976, 1977, 1993 et 2013

#### Autres trophées
- Tournoi Carletto Annovazzi (-14 ans): 5 (1983, 1987, 1988, 1998, 1999)
- Trophée Junior Beppe Viola (-17 ans): 5 (1985, 1986, 1988, 2000, 2002)
- Tournoi Grossi-Morera (-18 ans) : 4 (1981, 1982, 1985, 1988)
- Tournoi Gaetano Scirea (-14 ans) : 4 (1994, 1997, 2001, 2006)
- Tournoi Alvaro Gasparini (-19 ans): 3 (1979, 1980, 1981)
- Trophée Caligaris (Espoir): 3 (1982, 1983 et 1984)
- Tournoi Junior de Croix (-19 ans): 3 (1982, 1983, 1986)
- Trophée Nereo Rocco (-17 ans): 3 (1986, 1987 et 2009)
- Tournoi Tommaso Maestrelli (-16 ans): 3 (1990, 1996, 2004)
- Coupe Bolloli: 2 (1953, 1963)
- Tournoi Junior de Cannes (-18 ans): 2 (1955, 1964)
- Tournoi Blue Stars Youth (-20 ans): 2 (1958, 1977)
- Tournoi de Bellinzone (-20 ans): 2 (1958, 1984)
- Tournoi de San Remo (-19 ans): 2 (1963 et 2010)
- Trophée Dossena: 2 (1981, 2007)
- Coupe Santa Maria di Leuca (-14 ans): 2 (2006, 2009)
- Championnat Lombardo (-18ans): 1 (1937)
- Tournoi du Piemont: 1 (1951)
- Coupe Ville de Pérouse: 1 (1951)
- Tournoi Junior du Servette: 1 (1952)
- Trophée Ferruccio Trabattoni: 1 (1954)
- Trophée Borghi (-18ans): 1 (1955)
- Tournoi Albertoni: 1 (1963)
- Tournoi de Mantoue Valentino Mazzola: 1 (1963)
- Tournoi OMI de Rome: 1 (1963)
- Trophée Ville de Sesto San Giovanni: 1 (1964)
- Trophée Nello Testa: 1 (1964)
- Trophée Marignanes - Ville de Marseille: 1 (1964)
- Championnat Juniors de Lombardie: 1 (1964)
- Trophée Caligaris (-18ans): 1 (1973)
- Trophée Ottorino Barassi (-16ans): 1 (1973)
- Tournoi de Genève (-16ans): 1 (1974)
- Tournoi de Le Havre (Espoir): 1 (1979)
- Tournoi Ville de Vignola: 1 (1980)
- Tournoi Junior de  Saint-Joseph (-18ans): 1 (1986)
- Tournoi Ville de Vasto (-16ans): 1 (1987)
- Tournoi de l'Amitié (-17ans): 1 (1988)
- Tournoi Junior de Naters (-19ans): 1 (2003)
- Trophée Junior Beppe Viola (-16ans): 1 (2004)
- Trophée Nereo Rocco (-16ans): 1 (2009)
- Tournoi Giovani Speranze - Trophée Ville de Francavilla (-16ans): 1 (2009)
- Memorial Niccolo Galli: 1 (2009)
- Tournoi Ferri (-18ans): 1 (2009)
- Tournoi Cairo Montenotte (-15ans): 1 (2009)
- Tournoi Gaetano Scirea (-15ans): 1 (2010)

## Distinctions du club

### Décorations
Le club a reçu trois décorations :
- En 1969, le club reçu l'Étoile d'Or du mérite sportif du Comité national olympique italien.
- En 1979, le club reçu l'Étoile d'Or du mérite sportif pour son dixième titre en Série A.
- En 2008, le club reçu le Col d'Or du mérite sportif décerné par le Comité national olympique italien[2],[3].

### Titres décernés par les fédérations et la presse
- Lors des matchs en coupe d'Europe, le club peut arborer sur son maillot, depuis 2001, l'écusson du multiple-winner badge de l'UEFA pour avoir remporté 7 Ligue des champions.
- En 2006 et 2007, le club termina à la première place du classement au coefficient UEFA.
- Le club a été classé 37 fois premier dans le classement des meilleurs clubs du monde de l'IFFHS. Il détient le record de première place.
- Équipe mondial de l'année par l'IFFHS en 1995 et 2003.
- Neuvième au classement FIFA des meilleurs clubs du XXe siècle[4]. Le vote fut réalisé auprès des lecteurs du magazine FIFA Magazine en décembre 2000.
- Quatrième au classement IFFHS des meilleurs clubs européen du XXe siècle[5]. Le classement a été établi en 2009.
- Prix du Fair Play décerné en 2008 par le magazine espagnol El Mundo Deportivo[6].
- Désigné équipe européenne de l'année par le magazine anglais World Soccer en 1989, 1994 et 2003.

## Distinctions décernées aux joueurs
Cette section regroupe les prix et distinctions reçus par des entraineurs et joueurs en tant que membre du Milan AC.

### Entraineurs
- Prix Seminatore d'Or: 2 (Nereo Rocco 1963 et Arrigo Sacchi 1989)
- Oscar du football: 2 (Alberto Zaccheroni 1999 et Carlo Ancelotti 2004)
- Entraineur de l'année de l'IFFHS: 1 (Carlo Ancelotti 2007)
- Banc d'or: 5 (Fabio Capello 1992 et 1994, Alberto Zaccheroni 1999 et Carlo Ancelotti 2003 et 2004)
- Entraineur européen de l'année par le magazine anglais World Soccer: 2 (Arrigo Sacchi 1989 et Carlo Ancelotti 2003)

### Joueurs
- Ballon d'or : 8 (Gianni Rivera 1969, Ruud Gullit 1987, Marco van Basten 1988, 1989 et 1992, George Weah 1995, Andriy Chevtchenko 2004 et Kaká 2007)
- Pied d'or[7] : 3 (Gianni Rivera, George Weah et Andriy Chevtchenko)
- Joueurs du Fifa 100 : 25 (Gianni Rivera, Franco Baresi, Paolo Maldini, Roberto Baggio, Alessandro Nesta, Christian Vieri, Ruud Gullit, Marco van Basten, Frank Rijkaard, Marcel Desailly, Brian Laudrup, Jean-Pierre Papin, George Weah, Edgar Davids, Patrick Kluivert, Rui Costa, Andriy Chevtchenko, Rivaldo, Hernán Crespo, Cafu, Ronaldo, Clarence Seedorf, Kaká, Ronaldinho et David Beckham)
- Meilleur footballeur de l'année FIFA : 3 (Marco van Basten 1992, George Weah 1995 et Kaká 2007)
- Meilleur joueur de l'année UEFA : 5 (Défenseur: Paolo Maldini 2007 ; Milieu: Kaká 2005 et Clarence Seedorf 2007; Attaquant: Kaká 2007 et Tout poste: Kaká 2007)
- Nommé dans les meilleurs footballeurs européens 1954-2004 : 17 (Marco van Basten (4e), Paolo Maldini (10e), Ruud Gullit (13e), Franco Baresi (17e), Frank Rijkaard (21e), Roberto Baggio (24e), Gianni Rivera (35e), Alessandro Nesta (47e), Alessandro Costacurta (50e), Andriy Chevtchenko (52e), Nils Liedholm (69e), Jean-Pierre Papin (76e), Erik Gerets (81e), Juan Alberto Schiaffino (82e), Rui Costa (83e), Zvonimir Boban (92e) et José Altafini (94e))
- Meilleur footballeur de l'année FIFpro : 1 (Kaká 2007)
- Meilleur footballeur de l'année World Soccer : 6 (Ruud Gullit 1987 et 1989, Marco van Basten 1988 et 1992, Paolo Maldini 1994 et Kaká 2007)
- Trophée Bravo : 2 (Paolo Maldini 1989 et Christian Panucci 1994)
- Meilleur joueur du siècle de l'IFFHS : 8 (Gunnar Nordahl, Juan Alberto Schiaffino, Gianni Rivera, Franco Baresi, George Weah,Ruud Gullit, Marco van Basten et Roberto Baggio)
- Ballon d'or africain : 1 George Weah 1995
- Nommé dans l'équipe All-Star de la Coupe du monde : 10 (Gianni Rivera 1970, Fulvio Collovati 1982, Franco Baresi, Paolo Maldini et Roberto Donadoni 1990, Marcel Desailly et Edgar Davids 1998, Rivaldo 2002, Andrea Pirlo et Gennaro Gattuso 2006)
- Oscar de la Série A:  10 
  - Meilleur joueur du siècle : Franco Baresi 2000
  - Meilleur joueur : Kaká 2004 et 2007
  - Meilleur joueur étranger : Andriy Chevtchenko 2000, Kaká 2004, 2006 et 2007
  - Meilleur défenseur : Alessandro Nesta 2003, Paolo Maldini 2004
  - Meilleur espoir : Alexandre Pato 2009
- Meilleur joueur de la Coupe du monde : 1 Kaká (2006)
- Ballon de Bronze de la Coupe du monde : 1 Andrea Pirlo (2006)
- Meilleur joueur de la Ligue des Champions : 1 (Kaká 2007)
- Meilleur attaquant de la Ligue des Champions : 1 (Kaká 2007)
- Meilleur joueur de la finale de la Ligue des Champions : 1 (Filippo Inzaghi 2007)
- Meilleur joueur de la finale de la Coupe du monde des clubs : 1 (Kaká 2007)
- Second Meilleur joueur de la finale de la Coupe du monde des clubs : 1 (Clarence Seedorf 2007)
- Meilleur joueur tchèque de l'année : 1 (Marek Jankulovski 2007)
- Meilleur joueur danois de l'année : 2 (Jon Dahl Tomasson 2002 et 2004)
- Meilleur joueur géorgien de l'année : 4 (Kakhaber Kaladze 2001, 2002, 2003 et 2006)
- Meilleur joueur roumain de l'année : 1 (Cosmin Contra 2001)
- Meilleur joueur ukrainien de l'année : 4 (Andriy Chevtchenko 2000, 2001, 2004 et 2005)
- Trophée Samba Foot, meilleur joueur brésilien évoluant en Europe : 1 (Kaká 2008)
- Prix Facchetti : 1 (Paolo Maldini 2008[8])
- Prix Orfey d'Or : 1 (Paolo Maldini 2007)
- Prix San Siro Gentleman[9],[10] :
  - Joueur du Milan AC
    - 1996 : Marcel Desailly
    - 1997 : Paolo Maldini
    - 1998 : Leonardo
    - 1999 : Demetrio Albertini
    - 2000 : Andriy Chevtchenko
    - 2001 : Alessandro Costacurta
    - 2002 : Filippo Inzaghi
    - 2003 : Alessandro Nesta
    - 2004 : Kaká
    - 2005 : Andrea Pirlo
    - 2006 : Alberto Gilardino
    - 2007 : Kaká
    - 2008 : Paolo Maldini
    - 2009 : Ronaldinho

  - Prix Gentleman Italien :  2  (Rui Costa 1999, Filippo Inzaghi 2000)
  - Prix Gentleman Européen :  2  (Kaká 2008 et 2009)
  - Prix Spécial du But pour le Milan :  2  (Kaká 2004, Andriy Chevtchenko 2005)
  - Prix du joueur de la décennie 1995/2005 : Paolo Maldini
  - Prix du but pour le Milan de la décennie 1995/2005 : Leonardo
  - Prix Spécial FastWeb : Kaká 2004
  - Prix Spécial Fedeltà EDP Maint : Paolo Maldini 2005
  - Prix Spécial Gentleman AIPS : Paolo Maldini 2006
  - Prix Spécial Coupe du monde : Massimo Oddo 2007
  - Prix Spécial pour sa carrière : Demetrio Albertini 2008
  - Prix du but de la saison pour le Milan :
    - 2006 : Filippo Inzaghi
    - 2007 : Alberto Gilardino
    - 2008 : Filippo Inzaghi
    - 2009 : Ronaldinho
- Prix National de la Carrière Exemplaire "Gaetano Scirea" : 6 (Franco Baresi 1994, Mauro Tassotti 1996, Roberto Donadoni 1998, Alessandro Costacurta 2000, Paolo Maldini 2002 et Filippo Inzaghi 2007)
- 4 Onze d'or : Marco van Basten (1988, 1989), George Weah (1995), Kaká (2007)
- 5 Onze d'argent : Marco van Basten (1987, 1992), Ruud Gullit (1988, 1989), George Weah (1996)
- 2 Onze de bronze : Jean-Pierre Papin (1992), Paolo Maldini (1995)
- 1 Golden Boy Européen : Pato (2009)